# I Believe
I Believe es un disco del cantante country Johnny Cash lanzado en 1984. El álbum es en esencia las mejores 10 canciones de su CD góspel anterior A Believer Sings the Truth más 4 canciones del mismo periodo de grabación, estas 4 canciones habían quedado afuera del CD anterior ya mencionado y al igual que el no llegó a ser un CD muy reconocido por la gente.

## Canciones

### Lado 1
1. That's Enough
2. Don't Take Anyone to be Your Friend
3. Jesus in My Soul
4. Newborn Man
5. I'll Have a New Life
6. This Train
7. I Was There When it Happened

### Lado 2
1. Lay Me Down in Dixie
2. Strange Things Happen Every Day
3. You'll Get Yours and I'll Get Mine
4. Didn't it Rain
5. He Touched Me
6. Way Worn Traveler
7. I'm Gonna Try to be That Way